# Liste von Fantasyautoren
Diese Liste umfasst Autoren, die vorwiegend im Bereich des Fantasygenres schreiben oder mit einzelnen Werken einen wichtigen Beitrag für das Genre geleistet haben. Zu beachten ist, dass mehrere dieser Autoren auch in anderen Genres – Horror, Science Fiction oder Historienroman – aktiv sind und die klare Festlegung eines Autors auf ein einzelnes Genre nicht möglich ist.

## A
- Ben Aaronovitch (* 1964)
- Curt Abel-Musgrave (1860–1938)
- Joe Abercrombie (* 1974)
- Daniel Abraham (* 1969)
- Tim Akers (* 1972)
- Lloyd Alexander (1924–2007)
- Hans Joachim Alpers (1943–2011)
- Poul Anderson (1926–2001)
- Ilona Andrews (* 1976)
- Mark Anthony (* 1966)
- Piers Anthony (* 1934)
- Tom Arden (1961–2015)
- Mike Ashley (* 1948)
- Robert Asprin (1946–2008)

## B
- R. Scott Bakker (* 1967)
- Cherith Baldry (*  1947)
- Catherine Banner (* 1989)
- James Barclay (* 1965)
- Carina Bargmann (* 1991)
- Clive Barker (* 1952)
- J. M. Barrie (1860–1937)
- Thomas A. Barron (* 1952)
- Samit Basu (* 1979)
- Lyman Frank Baum (1856–1919)
- Peter S. Beagle (* 1939)
- Jason N. Beil
- Alfred Bekker (* 1964)
- Stephan R. Bellem (* 1981)
- Isabella Benz (* 1990)
- Carol Berg (* 1948)
- Anne Bishop (* 1955)
- Michael Bishop (1945–2023)
- Terry Bisson (1940–2024)
- Holly Black (* 1971)
- James Blaylock (* 1950)
- Nina Blazon (* 1969)
- Alex Bledsoe
- Nelson Slade Bond (1908–2006)
- Richard Bowes (1944–2023)
- Katja Brandis (* 1970)
- Herbie Brennan (1940–2024)
- Peter V. Brett (* 1973)
- Patricia Briggs (* 1965)
- Kristen Britain (* 1965)
- Terry Brooks (* 1944)
- Steven Brust (* 1955)
- Col Buchanan (* 1973)
- Michael H. Buchholz (1957–2017)
- Barbara Büchner (* 1950)
- Andreas Bull-Hansen (* 1972)
- Kenneth Bulmer (1921–2005)
- Edgar Rice Burroughs (1875–1950)
- Jim Butcher (* 1971)

## C
- Alan Campbell (* 1971)
- Lyon Sprague de Camp (1907–2000)
- Trudi Canavan (* 1969)
- Rachel Caine (1962–2020)
- Jacqueline Carey (* 1964)
- Lewis Carroll (1832–1898)
- Aimée Carter (* 1986)
- Lin Carter (1930–1988)
- Robert Carter (1955–2015)
- Stefan Cernohuby (* 1982)
- Blake Charlton (* 1979)
- Maxime Chattam (* 1976)
- C. J. Cherryh (* 1942)
- Susanna Clarke (* 1959)
- James Clemens (* 1961)
- Genevieve Cogman
- Eoin Colfer (* 1965)
- Fabrice Colin (* 1972)
- Suzanne Collins (* 1962)
- Storm Constantine (1956–2021)
- Dawn Cook (* 1966)
- Glen Cook (* 1944)
- Hugh Cook (* 1956)
- Elspeth Cooper (* 1968)
- Susan Cooper (* 1935)
- D. M. Cornish (* 1972)
- Robert Corvus / Bernard Craw (* 1972)
- Thilo Corzilius (* 1986)
- Alison Croggon (* 1962)
- John Crowley (* 1942)

## D
- Christelle Dabos (* 1980)
- David Dalglish
- Cecilia Dart-Thornton
- Stephen Deas (* 1968)
- Joseph Delaney (1945–2022)
- Troy Denning (* 1958)
- Susan Dexter (* 1955)
- Gordon R. Dickson (1923–2001)
- Tony DiTerlizzi (* 1969)
- Stephen R. Donaldson (* 1947)
- Sara Douglass (1957–2011)
- Arthur Conan Doyle (1859–1930)
- Diane Duane (* 1952)
- Kathleen Duey
- Dave Duncan (1933–2018)
- Hal Duncan (* 1971)
- Lord Dunsany (1878–1957)
- David Anthony Durham (* 1969)

## E
- Marc-Alastor E.-E. (* 1971)
- David Eddings (1931–2009)
- Leigh Eddings (1937–2007)
- Eric Rucker Eddison (1882–1945)
- Kate Elliott (* 1958)
- Michael Ende (1929–1995)
- Steven Erikson (* 1959)
- Dennis Etchison (1943–2019)
- Harald Evers (1957–2006)
- Chris Evans (* 1971)

## F
- Kristin Falck (* 1966)
- David Falk (* 1972)
- Jennifer Fallon (* 1959)
- David Farland (1957–2022)
- Nancy Farmer (* 1941)
- Philip José Farmer (1918–2009)
- Raymond Feist (* 1945)
- Monika Felten (* 1965)
- Jean-Louis Fetjaine (* 1956)
- Jasper Fforde (* 1961)
- Sam Feuerbach (* 1962)
- Charles Coleman Finlay (* 1964)
- Thomas Finn (* 1967)
- Lynn Flewelling (* 1958)
- Sandra Florean (* 1974)
- Kate Forsyth (* 1966)
- Alan Dean Foster (* 1946)
- Esther Friesner (* 1951)
- Lorna Freeman
- Bernd Frenz (* 1964)
- Cornelia Funke (* 1958)
- Maggie Furey (1955–2016)

## G
- Neil Gaiman (* 1960)
- Jane Gaskell (* 1941)
- David Gemmell (1948–2006)
- Mary Gentle (* 1956)
- Susanne Gerdom (* 1958)
- Lennart Girschik (* 2002)
- Mechthild Gläser (* 1986)
- Parke Godwin (1929–2013)
- Terry Goodkind (1948–2020)
- Angélica Gorodischer (1928–2022)
- Ed Greenwood (* 1959)
- Pierre Grimbert (* 1970)
- Jeff Grubb (* 1957)
- Gary Gygax (1938–2008)

## H
- Henry Rider Haggard (1856–1925)
- David Hair (???)
- Barbara Hambly (* 1951)
- Christoph Hardebusch (* 1974)
- Richard Harland (* 1947)
- Geraldine Harris (* 1951)
- Kim Harrison (* 1966)
- Petra Hartmann (* 1970)
- John Twelve Hawks
- Elizabeth Haydon (* 1965)
- Kevin Hearne (* 1970)
- Tanja Heitmann (* 1975)
- Markus Heitz (* 1971)
- Bernhard Hennen (* 1966)
- Mary H. Herbert (* 1957)
- Tracy Hickman (* 1955)
- Stuart Hill (* 1958)
- Jim C. Hines (* 1974)
- Robin Hobb (* 1952)
- P. C. Hodgell (* 1951)
- Nina Kiriki Hoffman (* 1955)
- Paul Hoffman (* 1953)
- Markolf Hoffmann (* 1975)
- Heike Hohlbein (* 1954)
- Wolfgang Hohlbein (* 1953)
- Tom Holt (* 1961)
- Nalo Hopkinson (* 1960)
- William Horwood (* 1944)
- Robert E. Howard (1906–1936)
- Morgan Howell
- Tanya Huff (* 1957)
- Barry Hughart (1934–2019)
- Alexander Huiskes (* 1968)
- Stephen Hunt
- Faith Hunter

## I
- Ian Irvine (* 1950)
- Ralf Isau (* 1956)

## J
- Jean-Philippe Jaworski (* 1969)
- N. K. Jemisin (* 1972)
- Daniel Jödemann (* 1978)
- Jane Johnson (* 1960)
- Diana Wynne Jones (1934–2011)
- J. V. Jones (* 1963)
- Robert Jordan (1948–2007)

## K
- Drew Karpyshyn (* 1971)
- Phyllis Ann Karr (* 1944)
- Ann-Kathrin Karschnick (* 1985)
- Guy Gavriel Kay (* 1954)
- Paul Kearney (* 1967)
- Katharine Kerr (* 1944)
- Greg Keyes (* 1963)
- Ulrich Kiesow (1949–1997)
- J. Robert King
- Stephen King (* 1947)
- William King (* 1959)
- Richard A. Knaak (* 1961)
- Daniela Knor (* 1972)
- Sigrid Kraft (* 1970)
- Ina Kramer (1948–2023)
- Tommy Krappweis (* 1972)
- Katherine Kurtz (* 1944)
- Ellen Kushner (* 1955)

## L
- Mercedes Lackey (* 1950)
- Raphael Aloysius Lafferty (1914–2002)
- Hendrik Lambertus (* 1979)
- Derek Landy (* 1974)
- Stephen R. Lawhead (* 1950)
- Lee Mi-ye (* 1990)
- Julianne Lee (* 1956)
- Tanith Lee (1947–2015)
- Ursula K. Le Guin (1929–2018)
- Fritz Leiber (1910–1992)
- Valery Leith (* 1968)
- Clive Staples Lewis (1898–1963)
- Jane Lindskold (* 1962)
- Holly Lisle (1960–2024)
- Ken Liu (* 1976)
- Henri Loevenbruck (* 1972)
- Alexander Lohmann (* 1968)
- Jean Lorrah (* 1948)
- Sergei Wassiljewitsch Lukjanenko (* 1968)
- Eric Van Lustbader (* 1946)
- Scott Lynch (* 1978)
- Elizabeth A. Lynn (* 1946)

## M
- Sarah J. Maas (* 1986)
- R. A. MacAvoy (* 1949)
- George MacDonald (1824–1905)
- Arthur Machen (1863–1947)
- D. J. MacHale (* 1956)
- Ian R. MacLeod (* 1956)
- Juliet Marillier (* 1948)
- Laurie J. Marks (* 1957)
- Gail Z. Martin (* 1962)
- George R. R. Martin (* 1948)
- Christoph Marzi (* 1970)
- Anne McCaffrey (1926–2011)
- Brian McClellan (* 1986)
- Suzy McKee Charnas (1939–2023)
- Fiona McIntosh (* 1960)
- Juliet E. McKenna (* 1965)
- Dennis L. McKiernan (* 1932)
- Patricia A. McKillip (1948–2022)
- Robin McKinley (* 1952)
- Lois McMaster Bujold (* 1949)
- Richelle Mead (* 1976)
- Kai Meyer (* 1969)
- China Miéville (* 1972)
- Martin Millar (* 1956)
- L. E. Modesitt (* 1943)
- Walter Moers (* 1957)
- Sarah Monette (* 1974)
- Karen Marie Moning (* 1964)
- Elizabeth Moon (* 1945)
- Michael Moorcock (* 1939)
- William Morris (1834–1896)
- Peter Morwood (1956–2025)
- John Myers Myers (1906–1988)

## N
- Chloe Neill (* 1975)
- Horst Neißer (* 1943)
- Edith Nesbit (1858–1924)
- Stan Nicholls (* 1949)
- William Nicholson (* 1948)
- Jenny Nimmo (* 1944)
- Garth Nix (* 1963)
- Martina Nöth (* 1974)
- John Norman (* 1931)
- Naomi Novik (* 1973)
- Jenny-Mai Nuyen (* 1988)

## O
- Mel Odom (* 1957)
- T.S. Orgel (* 1973)

## P
- Micha Pansi (* 1964)
- Christopher Paolini (* 1983)
- Fiona Patton (* 1962)
- Diana L. Paxson (* 1943)
- Mervyn Peake (1911–1968)
- Michael Peinkofer (* 1969)
- Bernd Perplies (* 1977)
- Nik Perumow (* 1963)
- Helmut W. Pesch (* 1952)
- Siri Pettersen (* 1971)
- Pierre Pevel (* 1968)
- Aleš Pickar (* 1971)
- Meredith Ann Pierce (* 1958)
- Tamora Pierce (* 1954)
- Ricardo Pinto (* 1961)
- Oliver Plaschka (* 1975)
- Thomas Plischke (* 1975)
- Tim Powers (* 1952)
- J.H. Praßl (* 1979)
- Terry Pratchett (1948–2015)
- Fletcher Pratt (1897–1956)
- Dietmar Preuß (* 1969)
- Philip Pullman (* 1946)

## R
- Claudia Rath (* 1964)
- Melanie Rawn (* 1954)
- Sandra Regnier (* 1974)
- Frank Rehfeld (* 1962)
- Anne Rice (1941–2021)
- Rick Riordan (* 1964)
- Jennifer Roberson (* 1953)
- Michel Robert (* 1964)
- Aileen P. Roberts (1975–2015)
- John Maddox Roberts (1947–2024)
- Mark Robson (* 1966)
- Petra Röder (1969–2018)
- Bruce Holland Rogers (* 1958)
- Michael Scott Rohan (1951–2018)
- Alexander Rossa (* 1967)
- Michael Rothballer (* 1974)
- Patrick Rothfuss (* 1973)
- Joanne K. Rowling (* 1965)
- Matt Ruff (* 1965)
- Kristine K. Rusch (* 1960)
- Sean Russell (* 1952)

## S
- Angie Sage (* 1952)
- R. A. Salvatore (* 1959)
- Brandon Sanderson (* 1975)
- Andrzej Sapkowski (* 1948)
- Elizabeth Ann Scarborough (* 1947)
- Christel Scheja (* 1965)
- Richard Schwartz (* 1958)
- Peter Schwindt (* 1964)
- Katharina Seck (* 1987)
- Melissa Scott (* 1960)
- Michael Scott (* 1959)
- Michael Shea (1946–2014)
- Bernard Simonay (* 1951)
- Sharon Shinn (* 1957)
- Lisa Smedman (* 1959)
- Thorne Smith (1892–1934)
- Michael A. Stackpole (* 1957)
- Peter Straub (1943–2022)
- Jonathan Stroud (* 1970)
- Andreas Suchanek (* 1982)
- James Sullivan (* 1974)
- Michael J. Sullivan (* 1961)
- Thomas Burnett Swann (1928–1976)

## T
- Judith Tarr (* 1955)
- Markus Tillmanns (* 1975)
- J. R. R. Tolkien (1892–1973)
- Licia Troisi (* 1980)
- Alexander R. Trost (* 1973)
- Harry Turtledove (* 1949)

## V
- Jack Vance (1916–2013)
- Jeff VanderMeer (* 1968)
- Judith C. Vogt (* 1981)
- Christian Vogt (* 1979)

## W
- Mark Wachholz (* 1976)
- Karl Edward Wagner (1945–1994)
- Hugh Walker (* 1941)
- Evangeline Walton (1907–1996)
- James M. Ward (* 1951)
- Freda Warrington (* 1956)
- Thabita Waters (* 1966)
- Brent Weeks (* 1977)
- Margaret Weis (* 1948)
- Jane Welch (* 1964)
- T. H. White (1906–1964)
- Alexander Wichert (* 1975)
- Hadmar von Wieser (* 1963)
- André Wiesler (1974–2017)
- Charles Williams (1886–1945)
- Tad Williams (* 1957)
- G. Willow Wilson (* 1982)
- Karl-Heinz Witzko (1953–2022)
- Gene Wolfe (1931–2019)
- Tracy Wolff
- Marah Woolf (* 1971)
- Janny Wurts (* 1953)

## Z
- Carina Zacharias (* 1993)
- Roger Zelazny (1937–1995)
- Uschi Zietsch (* 1961)
- Marion Zimmer Bradley (1930–1999)